# Una-Sana (tổng)
Una-Sana Canton là một tron 10 tổng của Bosnia và Herzegovina. Tổng này nằm ở tây bắc quốc gia này và được đặt tên theo các sông Una và Sana. Thủ phủ tổng là Bihać. Tổng có đường biên giới quốc tế với các hạt Sisak-Moslavina, Karlovac và Lika-Senj của Croatia.

## Dân số
Tổng này có dân số khoảng 305.000 người (ước tính năm 2001), phần lớn là người Bosnia. Ngoài ra còn có người Serbi chủ yếu sống ở đô thị Bosanski Petrovac.
Cơ cấu dân số năm 2003 như sau:
- Người Bosnia: 286,989 (94.3%)
- Người Serbi: 10,343 (3.4%)
- Người Croatia: 5,596 (1.8%)
- Khác: 1,253 (0.4%)

## Các đô thị
Tổng này gồm các đô thị: Bihać, Bosanska Krupa, Bosanski Petrovac, Bužim, Cazin, Ključ, Sanski Most và Velika Kladuša.